# オーバキューン
『オーバキューン』（OH! BAKYUUUN）は、ライジングが制作し、ナムコより発売されたアーケードゲーム。ジャンルはバラエティガンシューティングゲーム。『ガンバレット』シリーズ外伝作品。
2000年4月20日、プレイステーション版が発売された。ガンコン対応。

## ストーリー
「紅い月の夜、街はずれの古びた屋敷（シルバニ屋敷）は、魔女とオバケが悪だくみしてるから絶対に近づくな!」という噂が流れる。リサとケビンは危険を冒し屋敷を訪ね､魔女に魔法をかけられ猫にされる。2人は聖水の入った水鉄砲を武器に立ち向かう。

## 主人公
リサ
1P側の女性主人公。パーソナルカラーはピンク。AC版公式HPのストーリーでは、ケビンを差し置き自分が主役になる事を目論んでいる事がわかる。
ケビン
2P側の男性主人公。パーソナルカラーは青。ゴーグルを装着している。

## ボスキャラクター
各エリアの終盤+最終ステージに現れる。ボスキャラクターは全員家族で血の繋がりがあり、幽霊だがマジョンナのみ外見が人間である。初級編と上級編では体の色が違う。ホーンテッドハウスモードでは、倒すと鍵を手に入れる事が出来る。
フランクン
第1エリアのボス。外見はフランケンシュタインにより作られた人造人間。ボスキャラクターファミリーのドラッキューとマダム・オカーンの息子でマジョンナの弟。｢よく来たな!もてなしてやるから覚悟シロ!｣と宣戦布告する。語尾に「バブー」と付く事がある。最初はミニカーで遊んでいたが、プレイヤーに気付くとホッピングに乗り第1段階へと移行する。第1段階は､玩具のロボットを飛ばして砲撃させるというもの。一定ダメージを受けると転倒し、体が巨大化する。この時は腹部が弱点と表示されるが、他を撃ってもダメージを与えられる。この状態での攻撃は石の塊を投げるか、体を捻って繰り出すパンチのどちらかである。赤い宝石を持っていると体力を削れる。ホーンテッドハウスモードでは寝ていたところをハンマーで壁を壊した音に気付き起こされ怒り、勝負を挑むという内容である。姉であるマジョンナからは｢がたいばかり大きい｣と評されている。海外版での名前は“Frankie”。
ドラッキュー
第2エリアのボス。外見は吸血鬼。ボスキャラクターファミリーの父親に当たり、マジョンナからは｢どこか変だけどダンディ｣と評されている。｢侵入者め!私の罠で苦しむがイイ!｣と宣戦布告する。一人称は“ミー”であり、片言の日本語を喋る外国人のような話し方が特徴的である。第1段階は、マントから蝙蝠を飛ばして攻撃させ、本人は一定時間が経つと消える。一定ダメージを受けると巨大蝙蝠に変身し、口から砲弾を飛ばして攻撃する。時折突進して噛み付く事もある。この時は顔面が弱点と表示されるが他を撃ってもダメージを与えられる。倒すと体が燃えて消滅し、唯一明確な絶命が確認出来る。ホーンテッドハウスモードでは特殊な眼鏡を掛けないと見えない扉の奥に隠れており、罠を見破ったプレイヤーを｢ただ者ではない｣と認める。緑の宝石を持っていると体力を削れる。海外版での名前は“Vladie”。
マジョンナ
第3エリアのボスで本作の黒幕。外見はボスキャラクターファミリーで唯一人間の魔女。ボスキャラクターファミリーのドラッキューとマダム・オカーンの娘の長女でフランクンとマミーの姉。｢カモン､子猫ちゃん!可愛がってあげるワ!｣と宣戦布告する。対決前に今回の事件は世界征服が目的であり、リサとケビンはその生贄であるという目的を説明する。リサとケビンに呪いをかけた張本人。ダメージをいくら受けても外見と攻撃手段が変わる事は無い。黄色と緑のお化けを引き連れているが､この2匹は何もしない。倒しても再び現れる。弱点は魔法の杖の先端についている水晶。攻撃手段はナイフまたはエネルギー波（いずれも1度に4つずつ）の投擲。青い宝石を持っていると体力を削れる。体力が0になった後、杖の先端に付いていた水晶は砕け散る。ボスキャラクターファミリーで唯一生存が確認され、母親の死後は｢覚えてらっしゃい!｣と捨て台詞を吐き、魔法の杖に乗って飛び去る。ホーンテッドハウスモードでは、オープニングでリサとケビンをおちょくった挙句、呪いをかける描写がある。ボス戦では父親や弟妹の仇討ちとしてプレイヤーに襲いかかるが、アーケード版と同様に世界征服を目論んでるかは不明。海外版での名前は“Witchina”。
マダム・オカーン
本作の最終ボス。ボスキャラクターで身長・体重共に最大。唯一明瞭な言葉を話さない。外見は龍。ボスキャラクターファミリーの母親に当たる。娘であるマジョンナに泣きつかれて姿を現す。弱点は頭部。攻撃手段は、溶岩飛ばし・火炎放射（一定ダメージを与えれば回避可能）・緑色の飛び道具の投擲。赤・緑・青3つの宝石が全部揃っている時に限り体力を削れる。海外版での名前は“Mama Mia”。
マミー
外見はミイラで黄色く光る左目以外、全身包帯を巻いている為に素顔は不明。マダム・オカーンとドラッキューの娘の次女でマジョンナの妹。英語版にてマジョンナが“little baby”と言っているので最年少と思われる。ダメージを幾ら受けても外見及び攻撃手段は変わらない。ACには登場しない。ホーンテッドハウスモードにおいて初登場。悪戯が原因で姉のマジョンナにペンチで鉄格子を曲げ入る部屋の奥に幽閉されていた。プレイヤーに気付くと｢御礼に墓場に連れて行く｣と発言し、交戦開始となる。攻撃時は地面を叩いて岩を飛ばす。ホーンテッドハウスモードをクリアすると出現する､リミックスモード第1エリアのボス。｢来たわね!アタシの餌食になるのヨ!｣と宣戦布告する。ボスキャラクターファミリーでは唯一体力を減らせる宝石が存在しないが一族の中では最弱。プレイヤーに挑むのは｢お姉ちゃんに言われたから｣とのこと。海外版での名前は“Mummy”。

## 家庭版で追加されているモード
家庭版ではパーティープレイ･ホーンテッドハウスモード及び､これをクリアすると出現するリミックスモードが存在する。それとは別に、初めからプレイ可能なトレーニングモード・サバイバルモード・パーティープレイモードもある。

### ホーンテッドハウスモード
プレイヤーがマジョンナに呪いを掛けられるところから始まる。スタート地点は3F。屋敷を歩き回り、部屋に入りミニゲームを成功させ、アイテムを手に入れる。成功すれば部屋によってはアイテム入手またはライフ回復となる。歩き回ることでマップに表示される範囲が広がる。ボスキャラファミリーを倒すと鍵が手に入り行動範囲が広がる。

### リミックスモード
ホーンテッドハウスモードをクリアすると現れる。ボスキャラファミリーのマミーが第1エリアに現れるので、アーケードモードよりボリュームが増えている。練習・初級・上級からランダムにミニゲームが選ばれている。

### トレーニングモード
好きなステージを選んで練習出来るモード。一応ライフは3つ用意されているが、無くなったところで影響は何も無い。練習・初級・上級・激ムズの4つから選べる。ホーンテッドハウスモードをクリアすると選択肢が増える。終了後は成績が棒グラフで表示される。

### サバイバルモード
ライフ3つでどこまで行けるかを競うモード。最初に難易度を練習・初級・上級・激ムズから選ぶ（途中変更不可）。その後、ミニゲームがランダムに選ばれる。ライフが0になると成績が表示される。

### パーティープレイモード
最大4人まで遊べるモード。コントローラー1つでも遊べるが、2つ無いと遊べないゲームもある。

## 遊び方
ゲーム開始時には「練習」「初級」「上級」からコースを選ぶ。「練習」は6ステージ構成で後の2つは17ステージ構成である。
ミニゲームにはノルマがあり、そのノルマを超えればクリア。選んだコースによってノルマは変化し、使える弾数も無制限から無駄弾が全く許されない場合まで様々である。ノルマ達成に失敗したり、撃ってはいけないもの（ネコ、爆弾オバケ、相手の色のオバケ［1P時→青いオバケ/2P時→赤いオバケ］）を撃ったりするとハートが1つ減り、ハートが全部なくなるとゲームオーバーとなる。対戦プレイの場合、ノルマ達成状況・クリアタイム・命中率・早撃ち・正確さ・ヒット数・連射で勝敗を判定する。
各ミニゲームを4つクリアするとボスとの対決となる。ボスは攻撃をしてくるが、ボスの攻撃を受けても同様にハートが減る。ボスの攻撃の内､飛び道具は相殺可能。その他の攻撃も一定量のダメージを与えれば回避可能。画面上に表示されているボスの耐久力を0にすることでクリアとなる。
各ミニゲームの内､宝石のアイコンが付いた物を成功させると、宝石が手に入る。手に入れた宝石は、ボスとの対決の際にあらかじめボスの体力を少しだけ減らしてくれる。宝石は赤・緑・青の3種類があり、全部揃えるとラストボスの体力を削れる。逆に言えば､1つでも欠けるとラストボスの体力は削れない。